# ネルソン・ウィリアムス
ネルソン・"キャデラック"・ウィリアムス（Nelson "Cadillac" Williams、1917年9月26日 - 1973年11月2日）は、アメリカのジャズ・トランペット奏者。
アラバマ州モンゴメリー出身のウィリアムスは、13歳でピアノを始め、その後すぐにトランペットを始めた。まだ十代の頃、ブルースのピアニストで歌手のカウ・カウ・ダヴェンポートと演奏していた可能性がある。1930年代には、地域バンドのトリアノン・クラッカージャックスやブラウン・スキン・モデルズで演奏し、ディキシー・リズム・ガールズの音楽監督を務めた。1940年頃、アラバマ州を離れてフィラデルフィアに移り、そこでタイニー・ブラッドショウのバンドで演奏した後、第二次世界大戦中にアメリカ陸軍へ入隊した。
戦後、ビリー・エクスタインがウィリアムスを雇い、その後、ジョン・カービーやピアニストのビリー・カイルと共演した。1949年、デューク・エリントンとの最初の数回の共演を開始し、エリントンは彼に「キャデラック」というあだ名を与えた。1951年、彼はエリントンとの仕事を辞めてパリに移り、そこで自身のバンドを率いてフランスのレーベルのためにレコーディングを行った。1956年にエリントンの元へ戻り、1969年のヨーロッパ・ツアーで再び彼と共演した。その後、オランダに定住し、1973年に亡くなった。

## ディスコグラフィ

### リーダー・アルバム
- Just Swinging (1959年、Philips)
- Rhythm Is My Business (1967年、CBS)
- 『グレート・トラディショナリスト・イン・ヨーロッパ』 - The Great Traditionalists in Europe (1969年、MPS)
- Five Horn Groove & All Stars (2005年、BMG)

### 参加アルバム
デューク・エリントン
- 『マスターピーシズ・バイ・エリントン』 - Masterpieces by Ellington (1951年、Columbia)
- The World of Duke Ellington Volume 2 (1975年、Columbia)
- The World of Duke Ellington Volume 3 (1976年、Columbia)
- West Coast Tour (1980年、Jazz Bird)
- Paris Jazz Party (1981年、Affinity)
- Never-Before-Released 1965–1972 (1991年、Musicmasters)

その他
- ダッチ・スウィング・カレッジ・バンド : Big City Blues (1962年、Philips)
- ジョニー・ホッジス : 『キャッスル・ロック』 - Castle Rock (1955年、Norgran)
- クーティ・ウィリアムス : 『クーティ』 - Cootie (1959年、Decca)
- メアリー・ルー・ウィリアムス : I Made You Love Paris (2000年、Gitanes)